# Liste der Gemeinden im Komitat Komárom-Esztergom

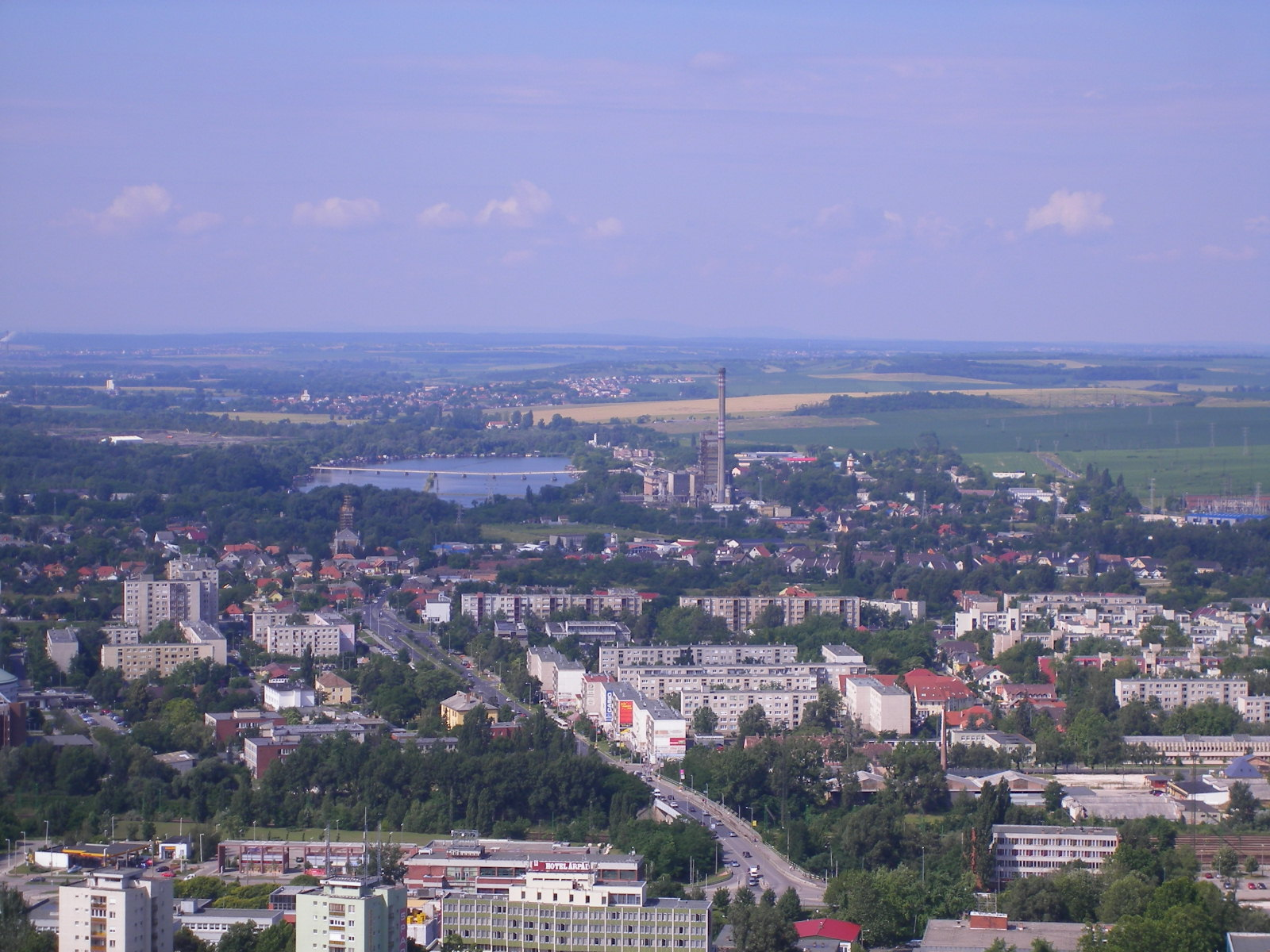
Tatabánya ist die größte Stadt im Komitat

Diese Liste umfasst die Städte und Gemeinden des Komitats Komárom-Esztergom in Ungarn. Es bestehen in Komárom-Esztergom insgesamt 76 Gemeinden, davon 11 Gemeinden mit, und 65 Gemeinden ohne Stadtrecht. Jede Gemeinde hat einen direkt von den Bürgern gewählten Bürgermeister (ungarisch polgármester). Jede Gemeinde verfügt über eigene Einnahmen, kann aber auch Zuschüsse aus dem zentralen Staatshaushalt erhalten. Zu den Verpflichtungen der Gemeinden gehören u. a. die Sicherung des Grundschulunterrichts, die Gewährleistung der medizinischen und sozialen Grundversorgung, sowie das Geltendmachen der nationalen und ethnischen Minderheitenrechte.
Der Minderheitenschutz ist eine Besonderheit der ungarischen Kommunalverwaltung. Seit 1993 bestehen für die dreizehn in Ungarn lebenden ethnischen Minderheiten gesetzliche Regelungen zur Selbstverwaltung. Die seitdem entstanden Minderheiten-Selbstverwaltungen bestehen aus gewählten, in die kommunale Verwaltung integrierten Organen, welche die Interessen der Minderheiten vertreten. Sie sind teils sehr unterschiedlich ausgeprägt bzw. organisiert, bieten aber den jeweiligen Bürgern weitgehende sprachliche und kulturelle Autonomie.
Alle Angaben beruhen auf der Volkszählung vom 1. Januar 2022

## Städte
| Selbstverwaltungen der Minderheiten (2010) | Selbstverwaltungen der Minderheiten (2010) | Selbstverwaltungen der Minderheiten (2010) |
| --- | ------------------------------------------ | ------------------------------------------ |
| d de | Selbstverwaltung der Deutschen             | 22 Gemeinden                               |
| p pl | Selbstverwaltung der Polen                 | 3 Gemeinden                                |
| r rom | Selbstverwaltung der Roma                  | 15 Gemeinden                               |
| s sk | Selbstverwaltung der Slowaken              | 10 Gemeinden                               |
| Weitere Selbstverwaltungen bestehen für im Komitat Komárom-Esztergom beheimatete Armenier (1 Gemeinde), Bulgaren (eine Gemeinde), Griechen (eine Gemeinde), Russinen (zwei Gemeinden) und Ukrainer (eine Gemeinde). |                                            |                                            |

### Städte mit Komitatsrecht
Eine Stadt mit Komitatsrecht (ungarisch megyei jogú város) erfüllt im Bereich der Komitatsverwaltung zusätzliche Aufgaben gegenüber den anderen Städten und Gemeinden des Komitats.
- Tatabánya d, p, r, s 64.305 Einwohner

### Städte ohne Komitatsrecht
| Stadt                  | Einw.  | Stadt             | Einw.  |
| ---------------------- | ------ | ----------------- | ------ |
| * Ács                  | 06.942 | * Komárom d       | 19.341 |
| * Bábolna              | 03.733 | * Lábatlan        | 04.865 |
| * Dorog d, s           | 10.998 | * Nyergesújfalu d | 07.307 |
| * Esztergom d, p, r, s | 27.897 | * Oroszlány s     | 17.442 |
| * Kisbér d             | 05.315 | * Tata d, p       | 23.491 |

## Gemeinden

### Großgemeinden
Eine Großgemeinde (ungarisch nagyközség) besteht meist aus mehreren Ortsteilen.
| * Nagyigmánd | 2.804 Einwohner |
| * Tát d      | 5.337 Einwohner |
| * Tokod      | 4.054 Einwohner |

### Gemeinden
| - Aka - Almásfüzitő - Annavölgy - Ácsteszér - Ászár - Baj d - Bajna - Bajót - Bakonybánk - Bakonysárkány d - Bakonyszombathely - Bana - Bársonyos | - Bokod - Csatka - Császár - Csém - Csép - Csolnok d - Dad - Dág - Dömös - Dunaalmás - Dunaszentmiklós d - Epöl - Ete | - Gyermely d - Héreg - Kecskéd d - Kerékteleki - Kesztölc s - Kisigmánd - Kocs - Kömlőd - Környe d - Leányvár d - Máriahalom d - Mocsa - Mogyorósbánya s | - Nagysáp - Naszály - Neszmély - Piliscsév s - Pilismarót - Réde - Sárisáp - Súr - Süttő - Szákszend - Szárliget - Szomód d - Szomor d | - Tardos s - Tarján d - Tárkány - Tokodaltáró - Úny - Várgesztes d - Vérteskethely - Vértessomló d - Vértesszőlős s - Vértestolna d |